# 개성 내씨
개성 내씨(開城乃氏)는 개성특별시를 본관으로 하는 한국의 성씨이다. 고려가 망하고 조선 초에 고려 개성 왕씨 일족을 숙청할 때 화를 면하기 위하여 내씨로 성을 바꾸고 본관을 개성으로 하여 대를 이어 왔다고 전한다. 1세조 내득균(乃得均)은 조선 현종 때 통정대부로 첨지중추부사를 역임했다.

## 역사
내씨는 삼국사기와 동사강목(東史綱目)에 신라 소지왕(炤知王, 21대)의 비(妃)인 선혜부인(善兮夫人)이 이벌찬(伊伐飡) 내숙(乃宿)의 딸로 기록되어 있고, 고려사에는 충혜왕(忠惠王, 28대)의 사부(師傅, 고려 때 세자와 세손에게 학문을 가르치던 정1품 품계)가 내원(乃 圓)이었다는 기록으로 보아 역사가 오래된 씨족으로 추정되나 문헌이 전하지 않아 오늘날 내씨와의 관계는 정확히 고증할 수는 없다.
후손들의 고증에 따르면 내씨는 본래 개성 왕씨로 고려 왕족이었다고 전한다. 고려가 망하자 왕씨족은 가차없이 살해당하게 되었다. 당시 공민왕 때 벼슬을 지낸 왕씨 한 사람도 생명을 보전하기 위하여 망명을 시도했다. 임진강 나루터에서 검문 포졸이 "성씨가 뭐냐"고 묻자 당황한 왕씨는 "네?"하고 반문했다. 그러자 포졸은 "내"로 착각하고 내(乃)씨라고 성을 기재하면서 비로소 내(乃)씨가 만들어졌다는 것이다. 그러나 보첩과 문헌이 실전되어 소목(昭穆)을 밝히지 못하고 있다.
이후의 계대를 밝히지 못하여 조선 현종 때에 통정대부(通政大夫)로 첨지중추부사(僉知中樞府事)를 역임한 내득균(乃得均, 일명 내득선)을 1세조로 하고 있다.

## 인물
시조 내득균의 아들 내용익(乃鎔翊)은 1655년(효종 6)에 출생하여 숙종 때 가선대부로 동지중추부사를 지냈다.
그의 아들 내장호(乃章澔)는 조선 영조 때 동지중추부사에 오르고 슬하에 아들 3형제를 두었다. 장남 내정원(乃楨元)은 동지중추부사에 올랐으며 차남 내정빈(乃楨彬)은 1777년(정조 1) 무과에 급제하여 가선대부로 역시 동지중추부사를 역임했다. 막내 아들 내정성(乃楨成)은 통정대부에 오르는 등 모두 가문을 대표했으며 개성내씨의 3대 산맥을 이루었다.
내용익(乃鎔翊)의 증손자 내홍섭(乃弘燮), 내경섭(乃慶燮), 내몽섭(乃夢燮)도 동지중추부사를 역임했다. 내재욱(乃在郁), 내재한(乃在漢), 내재렴(乃在廉)은 선략장군에 올랐다. 내재한의 손자 내학륜(乃學崙)은 첨지중추부사를 지냈다.
러일 전쟁 때 명성을 날렸던 노기 마레스케(乃木希典, 내목 대장)도 왕씨(내씨)의 망명족이라고 전해지나, 미상이다.

## 항렬표
| 4세    | 5세    | 6세    | 7세    | 8세    | 9세    | 10세   | 11세   | 12세   | 13세   | 14세   | 15세   |
| ------ | ------ | ------ | ------ | ------ | ------ | ------ | ------ | ------ | ------ | ------ | ------ |
| 정(楨) | 섭(燮) | 재(在) | 진(眞) | 학(學) | 근(根) | 남(南) | 규(圭) | 종(鍾) | 한(漢) | 동(東) | 렬(烈) |